# Osojnica (Republika Serbska)
Osojnica (cyr. Осојница) – wieś w Bośni i Hercegowinie, w Republice Serbskiej, w mieście Doboj. W 2013 roku liczyła 369 mieszkańców.